# Gasteiner Höhe (Ankogelgruppe)
Die Gasteiner Höhe ist ein 1994 m ü. A. hoher Berg in der Ankogelgruppe der Zentralalpen im österreichischen Bundesland Salzburg.

## Lage und Umgebung
Der Gipfel der Gasteiner Höhe erhebt sich in der Gemeinde Dorfgastein. Nördlich davon liegt der Kleine Paarsee in der Gemeinde Sankt Veit im Pongau. Der östliche Teil des Berges ist Teil des 867,05 ha großen Naturschutzgebiets Paarseen-Schuhflicker-Heukareck, wobei sich der Gipfel genau an der Gebietsgrenze befindet. An den Hängen erstrecken sich mehrere zur Ortschaft Maierhofen gehörende Almen: die Hoisbauern-Heimalm, die Rieser-Heimalm und die Thorbauern-Heimalm im Südwesten, die Obere Raineralm und die Untere Raineralm im Westen sowie die Klammalm an den westlichen Ausläufern.
Mit dem Schwarzerbach, dem Stummer Alpsbächlein, dem Seilstattgraben, dem Rainergraben und dem Gamsgrabenbach haben mehrere Nebenbäche der Gasteiner Ache ihren Ursprung am Berg. Die Gasteiner Höhe ist durch Wanderwege erschlossen. Sie gilt als reizvoller Aussichtsberg, von dem aus man weit ins Salzachtal sehen kann. Sie zählt zu den 55 Gipfeln des Gasteinertals, für deren vollständige Besteigung der Gasteiner Gipfelkranz vergeben wird, die höchste Klasse der Gasteiner Wandernadeln des Österreichischen Alpenvereins.

## Geologie
Der Gipfelbereich der Gasteiner Höhe befindet sich in einer von Arkosegneis, Quarzit und Chloritschiefer geprägten Zone des Tauernfensters (Penninikum).

## Fauna und Flora
Der Gipfel liegt in der Gamswild-Ruhezone Gasteiner Höhe, die von 1. Dezember bis 31. Mai nicht betreten werden darf. An den südwestlichen Hängen, zwischen der Oberen Raineralm und der Hoisbauern-Heimalm, erstreckt sich die Rotwild-Ruhezone Maierhoferalm, in der von 1. November bis 31. Mai kein Zutritt erlaubt ist. In der Umgebung des Gipfels wächst die Rostblättrige Alpenrose (Rhododendron ferrugineum). Hier finden sich auch eingestreut Kleinseggenriede.